# Pfarrkirche Mödring

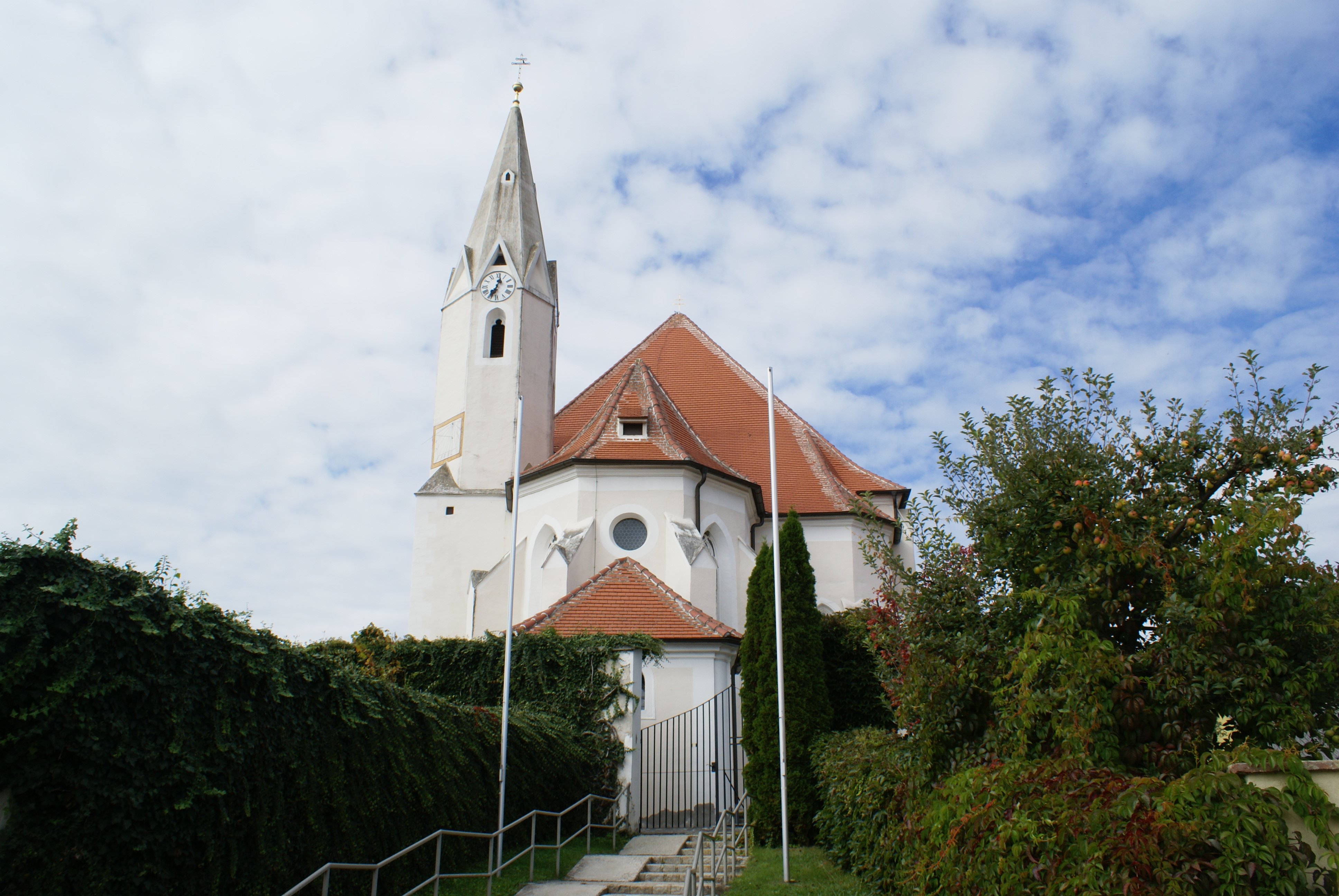
Katholische Pfarrkirche hl. Johannes der Täufer in Mödring

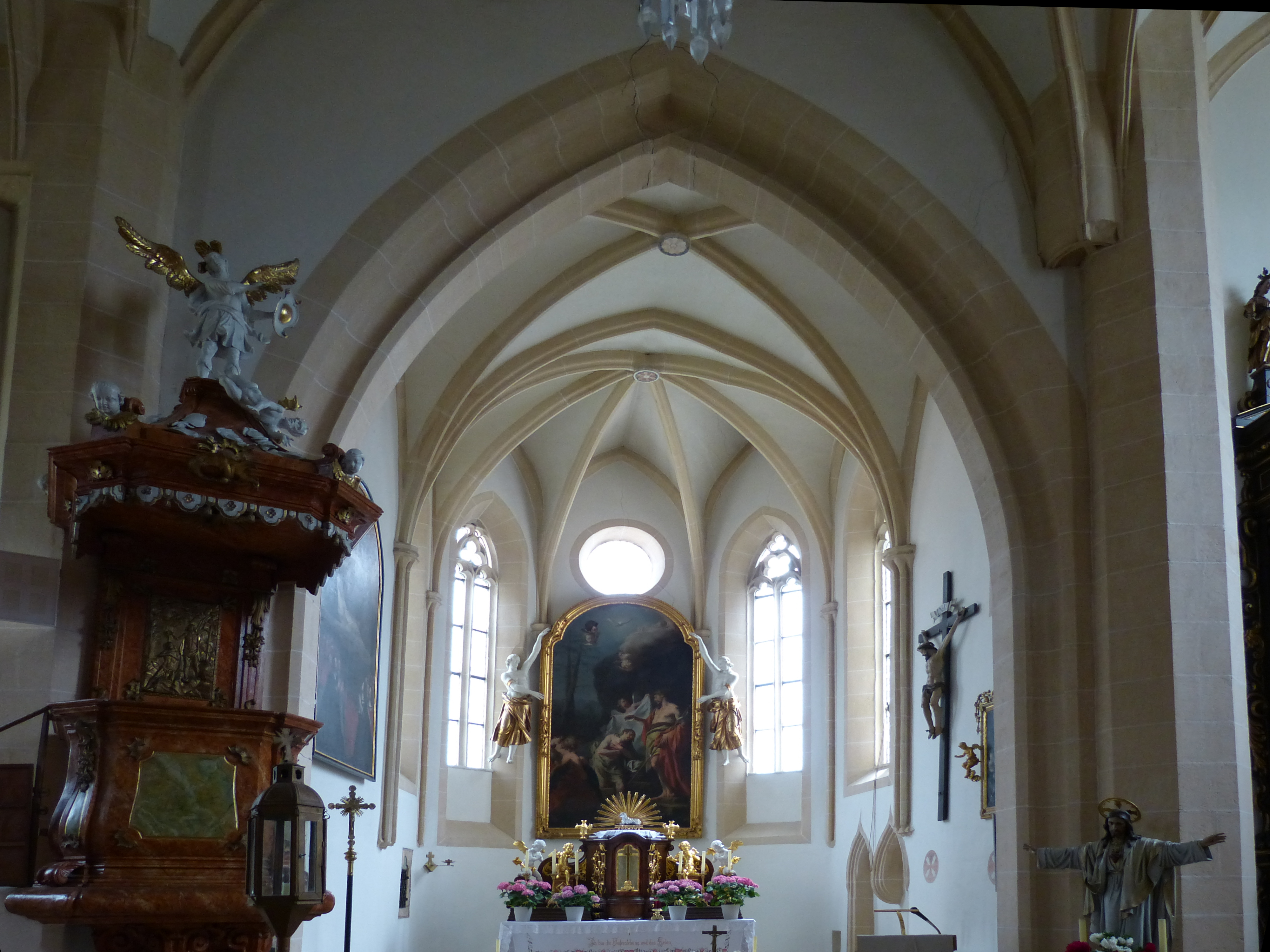
Langhaus, Blick zum Chor

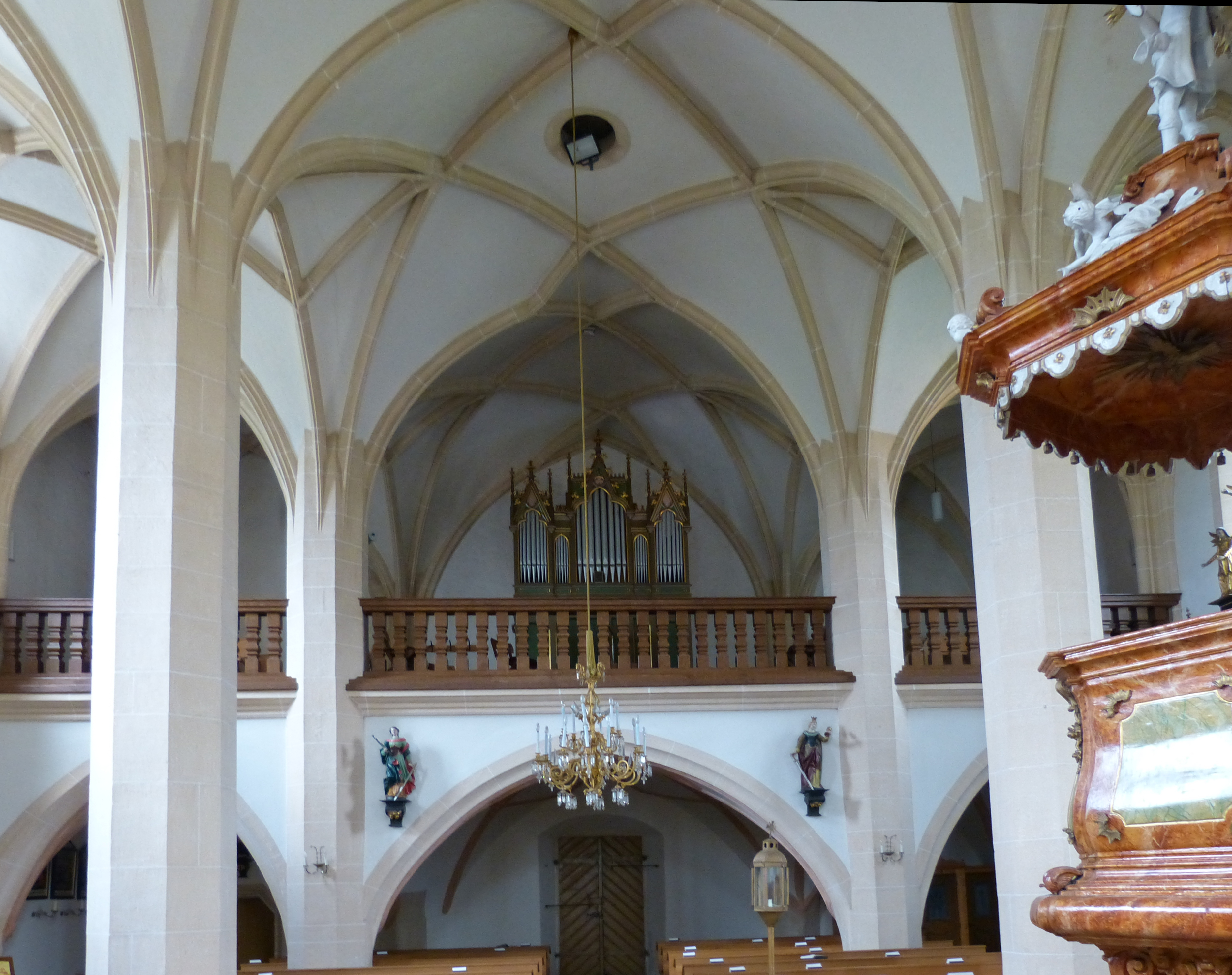
Langhaus, Blick zur Empore

Die römisch-katholische Pfarrkirche Mödring steht von einem Friedhof umgeben erhöht am westlichen Ortsrand von Mödring in der Stadtgemeinde Horn im Bezirk Horn in Niederösterreich. Die dem Patrozinium des Heiligen Johannes der Täufer unterstellte Pfarrkirche gehört zum Dekanat Horn in der Diözese St. Pölten. Die Kirche und der Friedhof stehen unter Denkmalschutz (Listeneintrag).

## Geschichte
Urkundlich wurde 1288 eine Pfarre genannt. Ab der Mitte des 16. Jahrhunderts bis 1620 war die Kirche protestantisch.
Um 1430 wurde die Kirche in den Hussitenkriegen zerstört. Die Kirche zeigt am Südportal die Jahresangabe 1499 und im nördlichen Seitenschiff die Jahresangabe 1525. Die Kirche wurde 1981 innen restauriert.

## Architektur
Die spätgotische Hallenkirche mit einem älteren Chorbereich und einem Turm im südlichen Chorwinkel ist von einem Friedhof umgeben.
Das Kirchenäußere zeigt ein annähernd quadratisches Langhaus unter einem Zeltdach, nordseitig östlich am dritten Joch des Langhauses befinden sich zwei zweifach abgestufte Strebepfeiler vom Vorgängerbau der Kirche, das Langhaus hat nördlich und südlich je ein zwei- und dreibahniges Maßwerkfenster, die Westfront hat ein Kreisfenster mit einem Dreipassmaßwerk, das schulterbogige Südportal hat einen Kielbogen mit einem dreifach gekehlten verstäbten Gewände mit 1499, das spätgotische Westportal hat einen Schulterbogen und ein rechteckiges gekehltes Gewände. Der Westfront wurde im 18. Jahrhundert eine querliegende zweijochige niedrige barocke Vorhalle mit einem Platzlgewölbe vorgestellt.
Der niedrigere schmälere Chor aus dem 14. Jahrhundert hat einstufige Strebepfeiler und zweibahnige Maßwerkfenster und eine nördliche Seitenapsis und in südlichen Chorwinkel einen Turm aus dem 14. Jahrhundert, das quadratische Turmuntergeschoß hat kleine spitzbogige Fenster, über der Chortraufe hat der nun achteckige Turm Schallfenster mit Maßwerknasen, der Turm trägt über einem Giebelkranz einen gemauerten Pyramidenhelm. Östlich am Chor steht ein Sakristeianbau aus 1752.
Das Kircheninnere zeigt ein dreischiffiges dreijochiges Langhaus mit einem zweizeiligen Netzrippengewölbe auf achtseitigen Pfeilern und gekehlten Wandvorlagen mit Runddiensten. Die dreiachsige spätgotische Westempore mit gekehlten Spitzbogenarkaden ruht auf einem Stichkappentonnengewölbe mit Stuckrippen aus 1599, in der Südwestecke steht eine spätgotische gemauerte gewendelte Emporentreppe mit einem schulterbogigen Portal mit einem trapezförmigen Sturz und einem verstäbten Gewände.
Der spitzbogige Triumphbogen hat eine tiefe Kehlung. Der Chor annähernd in der Breite des Mittelschiffes und einem leichten Achsknick gegen Norden ist einjochig mit einem Fünfachtelschluss unter einem Kreuzrippengewölbe mit runden Schlusssteinen auf gebündelten abgekappten Diensten und Ringkapitellen, in der Nordwand befindet sich eine kleine Sakramentsnische mit einem Dreipassbogenabschluss, gegenüber in der Südwand befindet sich eine zweiachsige gotische Session mit einem Kielbogen, das gotische Portal zum tonnengewölbten Turmerdgeschoß hat einen Schulterbogen und eine Eisenplattentür.
Das nördliche Seitenschiff hat im Osten eine Apsis eines älteren Baues aus der ersten Hälfte des 14. Jahrhunderts, heute die sogenannte Katharinenkapelle, die Apsis hat einen kreuzrippengewölbten Fünfachtelschluss mit einem runden Schlussstein und Birnenstabrippen auf teils gebündelten Spulenkapitellen und Diensten auf einem Kaffgesims auf figurierten Konsolen, der gegen das Langhaus gerichtete Chorbogen ist vorgeblendet und zeigt ein Rundstabprofil und eine Verstäbung auf Astwerk- und Korbkonsolen und nennt im Scheitel die Jahresangabe 1525. Die Session in der Apsis hat krabbenbesetzte Giebeln.
Im Chor gibt es gemalte spätgotische Weihekreuze, die Schlusssteine haben gemalte und teils skulpturierte Rosetten, welche bei der Restaurierung 1981 freigelegt wurden. Beim Turmportal gibt es eine zweifarbige Fugenmalerei.

## Einrichtung
Der Hochaltar als freistehende Mensa mit einem Tabernakelaufbau entstand in der Mitte des 18. Jahrhunderts, er zeigt das Altarblatt Taufe Christi von Josef Hauzinger 1776 in einem von Engelsfiguren flankierenden Rahmen.
Der linke Seitenaltar aus 1679, erneuert 1734, als Ädikula mit gedrehten Säulen und einem gesprengten Giebel trägt die Figurengruppen Dreifaltigkeit aus der ersten Hälfte des 18. Jahrhunderts. Der rechte Seitenaltar aus 1653 als Ädikula mit kannelierten Säulen und einem gesprengten Giebel trägt mittig die Schnitzgruppe stehende Madonna von Engeln gekrönt aus dem Anfang des 18. Jahrhunderts flankiert von Engeln aus der Mitte des 17. Jahrhunderts und trägt im Auszug die Schnitzgruppen Dreifaltigkeit flankiert von Figuren der Heiligen Barbara und Katharina aus der Mitte des 17. Jahrhunderts.
An der Langhausnordwand steht ein dreiachsiger Altar mit flügelartigen Seitenteilen aus der Werkstätte des Caspar Leusering 1673 mit gedrehten Säulen mit astartigen von Buchstaben besetzten Ansätzen, der Auszug ist von drei Engeln bekrönt. Das Altarblatt zeigt die hl. Katharina vor ihren Peinigern, im linken Flügel das Bild hl. Leopold, im rechten Flügel das Bild hl. Sebastian, und im Auszug Taufe Christi.
Die neugotische Orgel baute Johann M. Kauffmann 1907.